# Critics’ Choice Movie Award/Bester Schnitt
Seit dem Jahr 2010 wird durch die Broadcast Film Critics Association der beste Filmschnitt des vergangenen Filmjahres mit dem Critics’ Choice Movie Award geehrt.

## Liste der Gewinner und Nominierten

### 2010er Jahre
| Jahr            | Gewinner und Nominierte                            | Film                                                      |
| --------------- | -------------------------------------------------- | --------------------------------------------------------- |
| 2010            | Stephen E. Rivkin, John Refoua und James Cameron   | Avatar – Aufbruch nach Pandora                            |
| 2010            | Bob Murawski und Chris Innis                       | Tödliches Kommando – The Hurt Locker                      |
| 2010            | Sally Menke                                        | Inglourious Basterds                                      |
| 2010            | Claire Simpson und Wyatt Smith                     | Nine                                                      |
| 2010            | Dana E. Glauberman                                 | Up in the Air                                             |
| 2011            | Lee Smith                                          | Inception                                                 |
| 2011            | Jon Harris                                         | 127 Hours                                                 |
| 2011            | Andrew Weisblum                                    | Black Swan                                                |
| 2011            | Angus Wall und Kirk Baxter                         | The Social Network                                        |
| 2012            | Kirk Baxter und Angus Wall                         | Verblendung                                               |
| 2012            | Michel Hazanavicius und Anne-Sophie Bion           | The Artist                                                |
| 2012            | Matthew Newman                                     | Drive                                                     |
| 2012            | Thelma Schoonmaker                                 | Hugo Cabret                                               |
| 2012            | Michael Kahn                                       | Gefährten                                                 |
| 2013            | William Goldenberg und Dylan Tichenor              | Zero Dark Thirty                                          |
| 2013            | William Goldenberg                                 | Argo                                                      |
| 2013            | Chris Dickens und Melanie Ann Oliver               | Les Miserables                                            |
| 2013            | Tim Squyres                                        | Life of Pi: Schiffbruch mit Tiger                         |
| 2013            | Michael Kahn                                       | Lincoln                                                   |
| 2014            | Alfonso Cuarón und Mark Sanger                     | Gravity                                                   |
| 2014            | Alan Baumgarten, Jay Cassidy und Crispin Struthers | American Hustle                                           |
| 2014            | Daniel P. Hanley und Mike Hill                     | Rush – Alles für den Sieg                                 |
| 2014            | Christopher Rouse                                  | Captain Phillips                                          |
| 2014            | Thelma Schoonmaker                                 | The Wolf of Wall Street                                   |
| 2014            | Joe Walker                                         | 12 Years a Slave                                          |
| 2015            | Douglas Crise und Stephen Mirrione                 | Birdman oder (Die unverhoffte Macht der Ahnungslosigkeit) |
| 2015            | Sandra Adair                                       | Boyhood                                                   |
| 2015            | Kirk Baxter                                        | Gone Girl – Das perfekte Opfer                            |
| 2015            | Lee Smith                                          | Interstellar                                              |
| 2015            | Tom Cross                                          | Whiplash                                                  |
| 2016 (Januar)   | Margaret Sixel                                     | Mad Max: Fury Road                                        |
| 2016 (Januar)   | Hank Corwin                                        | The Big Short                                             |
| 2016 (Januar)   | Pietro Scalia                                      | Der Marsianer – Rettet Mark Watney                        |
| 2016 (Januar)   | Stephen Mirrione                                   | The Revenant – Der Rückkehrer                             |
| 2016 (Januar)   | Tom McArdle                                        | Spotlight                                                 |
| 2016 (Dezember) | Tom Cross                                          | La La Land                                                |
| 2016 (Dezember) | John Gilbert                                       | Hacksaw Ridge – Die Entscheidung                          |
| 2016 (Dezember) | Blu Murray                                         | Moonlight                                                 |
| 2016 (Dezember) | Nat Sanders und Joi McMillon                       | Sully                                                     |
| 2016 (Dezember) | Joe Walker                                         | Arrival                                                   |
| 2018            | Paul Machliss und Jonathan Amos                    | Baby Driver                                               |
| 2018            | Lee Smith                                          | Dunkirk                                                   |
| 2018            | Michael Kahn und Sarah Broshar                     | Die Verlegerin                                            |
| 2018            | Joe Walker                                         | Blade Runner 2049                                         |
| 2018            | Sidney Wolinsky                                    | Shape of Water – Das Flüstern des Wassers                 |
| 2019            | Tom Cross                                          | Aufbruch zum Mond                                         |
| 2019            | Jay Cassidy                                        | A Star Is Born                                            |
| 2019            | Hank Corwin                                        | Vice – Der zweite Mann                                    |
| 2019            | Alfonso Cuarón und Adam Gough                      | Roma                                                      |
| 2019            | Yorgos Mavropsaridis                               | The Favourite – Intrigen und Irrsinn                      |
| 2019            | Joe Walker                                         | Widows – Tödliche Witwen                                  |
| 2020            | Lee Smith                                          | 1917                                                      |
| 2020            | Ronald Bronstein und Benny Safdie                  | Der schwarze Diamant                                      |
| 2020            | Andrew Buckland und Michael McCusker               | Le Mans 66 – Gegen jede Chance                            |
| 2020            | Yang Jin-mo                                        | Parasite                                                  |
| 2020            | Fred Raskin                                        | Once Upon a Time in Hollywood                             |
| 2020            | Thelma Schoonmaker                                 | The Irishman                                              |